# 水島裕 (声優)
水島 裕（みずしま ゆう、1956年1月18日 - ）は、日本の声優、俳優、タレント、ナレーター、司会者。81ACTOR'S STUDIOキッズクラス代表講師。福岡県門司市（現在の北九州市門司区）出生、東京都杉並区出身。81プロデュース所属。
一時期、水島 裕允（読みは同じ）、安永 憲自（やすなが けんじ）名義で活動していた。

## 経歴

### 生い立ち
福岡県門司市（現在の北九州市門司区）にある門司鉄道病院（現在の九州鉄道記念病院）で誕生した。
子供のころは兵庫県西宮市で過ごし、小学生時代に東京都杉並区で育つ。
小学生のころは「アトム博士」と呼ばれていたくらい『鉄腕アトム』が好きで、お茶の水博士になろうと考えており、ロボット博士かパイロットになろうと考えていたという。
3歳年下の妹が小学2、3年生くらいから東京放送劇団に所属しており、実家は割と放任主義だったため、劇団の遠足や課外実習などでは両親の代わりに保護者として付き添っていた。妹が所属していた劇団に何度か行き、「何か面白そうだな〜」と思ったわけであり、学校以外にもうひとつの放課後やそういう遊び場があるということが面白そうに感じて、「自分も劇団に入りたい」と思うようになった。しかし劇団は年令制限があり、すでに小学6年生だったこともあり入団できず、当時、住んでいた東京都杉並区荻窪の自宅から近い劇団若草の入団試験を受けて合格して中学1年生の時に役者の世界に踏み入れたという。
当時は仕事をしているという感覚は全くなく、劇団に入団した理由は「芝居がしたい」ではなく、「劇団で遊びたい」からだった。毎週日曜日に劇団若草で演技、演技基礎、西洋舞踊、日本舞踊、歌などを習っていたが、もうひとつ遊び場が増えたような感覚だった。必死になって習い事をするような感覚ではなく、西洋舞踊はタイツを履くのが恥ずかしく、日本舞踊での着物の着方が分からず、先輩の音無美紀子が手伝ってくれたこともあったという。ちゃんとした理由で志したわけでもないが、2012年時点でも芸能の世界で仕事をしているのが不思議だと語っている。その後、高校時代まで通っていた。
杉並区立桃井第二小学校、日本大学鶴ヶ丘高等学校を経て、日本大学第二高等学校卒業。なお、2学年先輩に声優の塩沢兼人がいる。

### キャリア
初舞台は帝国劇場のミュージカル『王様と私』。当時は歌は苦手で、母に「音痴の憲司」とからかわれていた。入団後の中学1年生の秋、ミュージカル『王様と私』で五代目中村勘九郎が変声期に入り、「歌が心配だ」ということで行われた「影歌」のオーディションに参加。それを母は知っていたようだが、あえて何も言わなかった。
歌に自信がなかったため、仕方なくといった形でオーディションを受けたが、最終の2人まで残る。そのオーディションも「現地まで歌のテストだ」と隠されていたほどだったが、「失敗しなかった」という理由だけで抜擢。なお、競い合った子供は上手かったが、最終オーディションで失敗してしまったという。舞台では本番で失敗することだけは絶対にNGだったことから、「たとえ音痴でも水島にしておこう」ということになったようだったという。
初めて声の仕事をしたのは、中学2年生のころの劇場版『くまのプーさん』のクリストファー・ロビン役だった。当時はマイクを一番下げても高い位置にあるため、分厚い電話帳に乗り収録していた。演じるということを分かっておらず、完全な初心者だったことからわけもわからずしていた。抜擢されたのは子供の声が良かったんだと語る。
アニメの初仕事は『草原の少女ローラ』だったと語る。メインキャラクターでの最初のアニメ出演は『超人戦隊バラタック』となる。
劇団若草所属中、「安永憲自」名義で特撮番組『愛の戦士レインボーマン』の主題歌を歌い、芸能界デビューした。当時は声が低く下手だったが、2023年時点では「あの魅力は出せないな」「上手い、下手じゃない“何か”って大切なんだ」とつくづく思っているという。
高校2年生の時に、大学受験のために1回休み、大学に進学後、1年間くらいして劇団若草を退団したという。
大学では「今までやったことのないことを勉強してみよう」と思い、日本大学芸術学部写真学科に進学。日本大学の付属におり、先輩たちが皆日本大学芸術学部の演劇学科、映画学科に進学してしまうわけだが、学校まで行ってまで演劇することに抵抗があった。「大学ぐらいは何か別なことをやろう」と思っていたところ、ある機会に特殊写真の展示を見て、惹かれてしまったという。その学科を選んだ理由が「日芸に入りたいけど、どうせ入るなら演劇以外のことを専攻したい」といういい加減なもので、カメラの腕も知識はからきしだったという。進学したところ、同級生のほとんどが高校時代に写真部の部長をしていたような経験者ばかりで、カメラを持っていなかったのは水島くらいだった。そういうこともあり、成績はあまりよくなく、大学卒業する直前に「これは就職は無理だろう」と思い、芝居を一生の仕事にしようと初めて考えた。卒業するためには「“口”を使うしかないだろう」とスラップスティックのコンサート会場に潜り込む。その時に写真を撮り、教授を「この写真が今の“時代”を写しているんです！」と口で説得して卒業させてくれたという。
当時、古谷徹、小山茉美たちと遊んでいたため、古谷に相談していたところ、青二プロダクションに所属することを薦めてくれていた。当時、青二プロダクションには中学生の頃から洋画の吹き替えの現場でお世話になっていた矢田耕司、柴田秀勝などが所属しており、小山の紹介で青二プロダクションに所属。その時はなにか優遇してくれたわけではなく、勝手に青二プロダクションに押しかけていき、「こういう者ですが入れてください」と頼んだという。所属事務所はその後、ぷろだくしょんバオバブ、81プロデュース、浅井企画、紅屋25時、ムーブマン、ノット・コミュニケーションズ、CUCURI aniworks、プロダクション・エースに所属していたが、2021年8月1日付けで再び81プロデュース所属となった。
青二プロダクションに所属後、一番嬉しかったのは、『鉄腕アトム』の鉄腕アトム役の声優である清水マリに会えたことだった。水島は鉄腕アトムのファンで、再アニメの『鉄腕アトム』で、ゲストキャラを演じた時は夢のようだった。中学生の頃、ラジオの『パックインミュージック』も聴いていたことから、野沢那智、白石冬美に会った時も嬉しかったという。
その後、親しくしていたマネージャーが富山敬のレコーディングの見学を誘ってくれたため、ついて行っていた。見学していたところ、いきなり初対面のディレクターから「これ、君の曲」と渡されて驚き、知らないところで話が進んでいたようで、レコードデビューも果たす。その時は小さいころから母に「音痴だ」と言われていたことから、レコードデビューするとは想像もしておらず、話を聞いていた母が一番驚いていたという。
それ以来、DJ、アイドル声優として人気を得る。当時のニックネームは「ひょうきんポンポン」。親しみやすく明るいキャラクターが受け、NHK総合『連想ゲーム』のレギュラー解答者など、クイズ番組・バラエティ番組などでタレントとしても活動する。
水島自身が「声優」だと認知するようになったのは結構経ってからであった。1980年代頃までは、「声だけの人」と思われるのが嫌で、「俳優」であることにこだわり、それが理由で事務所を移籍したりもするくらいだった。2016年のインタビューでは「声優」と呼ばれることに違和感もないが、それも声優であることを認めたというより、「こだわりがなくなった」という感じであったという。
1989年4月からはNHK教育の『やっぱりヤンチャー』、後継番組である『ともだちいっぱい』の「なかよくあそぼ」にコーナー終了の1994年3月まで出演した。ゆう兄ちゃんの愛称で人気を集めた。

### 現在まで
水島曰く不思議な魅力があり、「その声が今、この世界で求められている」と子供のセリフの威力、無敵さに魅力を感じていたことから「子どもに伝えたい」と思い、キッズ声優養成所YOUボイスを設立し、総括プロデューサーを務めていた時期もあったり、81ACTOR'S STUDIOキッズクラス代表講師をするなどのキッズ声優養成所の講師の活動もしている。
2020年に第14回声優アワード富山敬賞を受賞した。
2020年5月、声帯ポリープ手術を受けるために一時的に休業した。

## 人物

### 特色
声種はテノール。テレビ番組、ラジオ、CMに出演しており、アニメのアテレコで活躍している。
役柄としては、極端な役のほうが演じていて面白いという。『スター・ウォーズ』シリーズのルーク・スカイウォーカー役を始め、何を演じていても激しい感情を表現する場面が必ずあり、演じながら自分も色々な思いを味わうという。
アニメでは「ぴえろ魔法少女シリーズ」において、1980年代に作成された全作品で主人公の相手役を務めた。
テレビアニメ『花の子ルンルン』のセルジュ役は難しく、かっこいい二枚目の役のためセリフにも力が入るが、そのせいで舌が回らず「そらててみませんか」になり、ずいぶんとNGを出していた。
テレビアニメ『愛の戦士レインボーマン』では、前述の特撮番組版で主題歌を歌った縁で、主人公のヤマトタケシ役を演じていた。改めて主題歌も歌わせてくれたが、高校生の時より声が高くなり、高校生の時はほとんど素人同然だったため、まだ声ができあがってなかったんだと語る。
吹き替えでは、サモ・ハン・キンポーをほぼ専任で担当し、ジャッキー・チェンの吹き替えを専任で担当する石丸博也と共に、視聴者に声が浸透することとなった。吹き替えで初めてもらった持ち役は『ベニスに死す』のビョルン・アンドレセンだった。「パパにはヒ・ミ・ツ」のジョン・リッターなど、サモ・ハン以外の吹き替えは、実際の俳優がいずれも俳優業を廃業したり、早世するなど彼がやると長く持たないジンクスがあると、本人は思っている。そのサモ・ハンも監督業に徹した時期があり、「本当に役がつかない」と嘆いていた。
『スター・ウォーズ』シリーズの日本テレビ版ではマーク・ハミル演ずるルーク・スカイウォーカー役の吹き替えを担当。同シリーズ三部作における吹き替えは一際人気が高く、「決定版」と評されることがあり、再放送およびソフト収録を希望するファンが多いとされる。しかし権利元の都合により、2023年現在も実現には至っていない。水島自身も、同シリーズに対する思い入れが強いことから、自身のSNSでは度々思い入れを語っている。BSDlifeにて2015年8月16日に放送された特番「スター・ウォーズ まるわかりスペシャル」ではナレーションも担当した。
趣味は草野球で、『六神合体ゴッドマーズ』では主人公の明神タケルを演じたが、出動のときに「ガイヤー」と絶叫すると、いつも野球の「外野」を思い出したという。
『機動戦士ガンダム』の主人公・アムロ・レイ役のオーディションを受けていたが落選。その時は悔しかったが、オンエアを見ていたところ古谷徹の演技がアムロに合っていたため、「これは仕方がないな」と思ったという。その後、『宇宙の王者ゴッドマーズ』のオーディションで、主人公のマーズ役に抜擢された。放映当時、アムロよりマーズのほうが人気があったため、「ラッキー」と思っていた。しかし『六神合体ゴッドマーズ』は1作で終わり、ガンダムはシリーズ化され伝説的な作品になり、「なにが良くてなにが悪かったのか」と感じていたが、一方で全て「結果オーライ」だと思うようにしているという。
2012年時点ではナレーションの仕事が主で、たった一言しかセリフを言わないこともある30分番組のアニメとは違い、ナレーション番組は30分間喋るが、その分裁量に任されている部分が大きく、以前から「ナレーションの仕事をしたい」と思っていた。「ナレーションのコツは？」と聞かれることもあるが、2012年時点では模索している最中であり、「『水島節』のようなものを確立したい」と語る。しかし生ナレーションは嫌で、理由としては以前に台本が間に合わずディレクターがパソコンで打った文章をスクロールしながら生で読んだことがあったからだという。

### その他エピソード
- 元妻は同じく声優で元アイドルの佐久間レイ[56]。エスパー魔美ではゲストで共演したこともあった。その後水島は再婚する。
- 声優の仕事をしていく上で、影響を受けた人物は野沢那智で、前述の通り『パックインミュージック』が好きだった[22][57]。中学生の頃、リクエストハガキを出していたところ野沢に読まれたことがあり、ベッドの中で大声を出したくなっていたほど狂喜乱舞していた[22][57]。野沢と仲良くした中で嬉しかった事としては、ある日野沢から「裕さぁ、今日俺タクシー乗ってたらさぁ、俺がやったことないラジオが流れてんだよ、俺の声で」と言われ、水島が反応に困っていたところ、野沢に「それ、お前のラジオだったんだよ」と言われ、水島は「うえぇぇぇ―――!?!? 嬉しい!!!」と喜んだという[22]。水島はハガキの読み方やテンポなどが野沢に影響されており、野沢自身が聞いても「（自分に）そっくりだった」と思ったという[22]。『スター・ウォーズ』のC-3PO役の野沢の演技も好きで、テンション高めの演技にも影響されたといい、収録はメチャクチャ楽しかったという[22]。
- 歌手の新沼謙治とは、水島がレギュラー出演していた『連想ゲーム』に新沼がゲストとして出演して以来、長年にわたって家族ぐるみで交流のある親友だという[21][注 2]。生年・学年も同じ[21]。2018年1月よりラジオ番組で共演（後述）。
- 斉藤由貴とは水島が20歳を超えた時に、ふたりでラジオドラマを収録[24]。斉藤はミスマガジン出身だったが、リハーサルでの斉藤のセリフが素敵で魅力を感じていた。教科書通りではないセリフを述べており、「わあ、こういう表現の仕方もあるんだ」と衝撃を受けていた[24]。その時のディレクターがものすごくちゃんとしており、賞にも出す作品ということもあり気合いが入り、斉藤にダメ出しをされた[24]。斉藤はナチュラルで面白いセリフを言っていたが、予想できるようなセリフに変わってしまうことは、「残念だな」と思っていた[24]。それは予想できた演技論であり、「正直、もったいないな」と思っていた[24]。ただし、斉藤は高校卒業したばかりで、そのディレクション通りにはできなかった[24]。水島も斉藤も忙しいタイミングだったため、時間がなく、結果的に斉藤の感性が活きたセリフで収録が終わったが、後日に素晴らしい賞を受賞[24]。その時に、「教科書通りに演じることが全てじゃないんだな」と感じた[24]。演技論を習うことも大切だが、声の世界では瞬時にディレクションに応えなければならず、基礎的なことは不可欠ではあるが、魅力的なセリフを言うためには「本人の感性が大事なんだな」と思った[24]。そのため斉藤と掛け合いができたことは大きかったと振り返っている[24]。
- 感性に悩み、時には行き詰まることもあったが、煮詰まっていた時に頼りにさせてくれたのが、さだまさしだった[24]。2023年時点から30年前くらいに、さだに相談事をしていた時「裕、今お前は鈍くなってるから。好奇心のアンテナを張って、いろいろなものを感じるようにしてごらん。そしたら感じる力が噛み合ってくるんじゃないの？」とアドバイスを受ける[24]。2023年時点でも81ACTOR'S STUDIOキッズクラスの子供たちにも「うれしいから笑う、悲しいから涙が出る、僕たちはそれだけじゃないよね」という話をしており、芝居をするには、その感性が大切なことに気づけたのはさだ、斉藤のおかげと語っている[24]。
- 趣味は水泳、スケート[23]、野球、陶芸、ガラス工芸、乗馬、歌、洋舞[39]。
- 特技はA級ライセンス（車）、空手道初段、スキューバライセンス(NAUI)、アロマテラピー[39]、写真撮影。
- 1980年代初頭、自身のライブで山石敬之率いるSCRAMBLEがバックバンドを務めており、アルバム「無邪気な関係」では山石による楽曲提供も受けていた。2013年に山石と久々に再会し、以降ライブや楽曲のプロデュースなど音楽活動のフォローを受けている。

## 出演
太字はメインキャラクター。

### テレビアニメ
1976年
- 草原の少女ローラ（フレディ）

1977年
- 一発貫太くん（審判、玉夫、花田裕治）
- キャンディ・キャンディ（クッキー）
- ジェッターマルス（アナウンサー、倉狩、子分）
- 超人戦隊バラタック（1977年 - 1978年、マック）
- 超スーパーカー ガッタイガー（田淵錠）
- 超電磁マシーン ボルテスV（科学大臣）
- ヤッターマン（ミラー、リップル王子、シャレロ王子、トマトコケル）
- 惑星ロボ ダンガードA（ピーター ウェルズ）

1978年
- 一球さん（真田一球）
- SF西遊記スタージンガー（1978年 - 1979年、ポイズ弟、若者）
- おれは鉄兵
- キャプテン・フューチャー（ジョージ・マクリントン）
- 銀河鉄道999（ベートーベン）
- 新・巨人の星（楠木正夫）
- 宝島（1978年 - 1979年）
- 100万年地球の旅 バンダーブック（バンダー）
- 魔女っ子チックル（中学生、中学生B）
- 無敵超人ザンボット3（1977年 - 1978年、男の人、浜本）
- 無敵鋼人ダイターン3（1978年 - 1979年、隊員A、若者B、ソルジャーB、ソルジャーC）

1979年
- アニメーション紀行 マルコ・ポーロの冒険（ダナ）
- 科学冒険隊タンサー5（海波流〈リュウ〉）
- くじらのホセフィーナ（ぺぺ）
- サイボーグ009（1979年版）（オスール、レッド）
- シートン動物記 りすのバナー（リス）
- ゼンダマン（フランク、孝行、王子、アンドレ）
- ドカベン（高代）
- 日本名作童話シリーズ 赤い鳥のこころ
- 花の子ルンルン（セルジュ）
- 野球狂の詩（男B、白虎隊）

1980年
- 宇宙大帝ゴッドシグマ（山口カジオ）
- 科学忍者隊ガッチャマンF（ポール）
- キリン明日のカレンダー（キャスター、青年）
- ずっこけナイトドンデラマンチャ
- タイムパトロール隊オタスケマン（1980年 - 1981年、ヒカル）
- 鉄腕アトム（第2作）（ジークフリード、ロビオ、ロック）
- トム・ソーヤーの冒険（サミュエル、エドモンド）

1981年
- おはよう!スパンク（池上玲、池上類）
- 新・ど根性ガエル（1981年 - 1982年）
- ダッシュ勝平（近藤俊彦）
- 百獣王ゴライオン（黒鋼勇）
- 六神合体ゴッドマーズ（1981年 - 1982年、明神タケル / マーズ）

1982年
- 愛の戦士レインボーマン（ヤマトタケシ / レインボーマン）
- 逆転イッパツマン（オタスケマン1号）
- うる星やつら
- ときめきトゥナイト（真壁俊）
- ドラえもん（テレビ朝日版第1期）

1983年
- タイムスリップ10000年プライム・ローズ（ガイ）
- 魔法の天使クリィミーマミ（1983年 - 1984年、大伴俊夫）

1984年
- オヨネコぶーにゃん（雪山モンブラン）
- Gu-Guガンモ（藤田カシオ）
- マイティ・オーボッツ（ロブ）
- 魔法の妖精ペルシャ（1984年 - 1985年、室井力）

1985年
- おねがい!サミアどん
- オバケのQ太郎（大原伸一）
- キャッツ♥アイ（藤咲文也）
- 魔法のスターマジカルエミ（1985年 - 1986年、結城将）

1986年
- がんばれ!キッカーズ（水島雄）
- Bugってハニー（1986年 - 1987年、高橋原人）
- 魔法のアイドルパステルユーミ（三沢恭平）

1987年
- エスパー魔美（駿）
- 聖闘士星矢（1987年 - 1988年、ミスティ、シド、バド）

1988年
- 宇宙伝説ユリシーズ31（テレマーク）
- 鉄拳チンミ（ラオチュウ）

1989年
- 藤子・F・不二雄アニメスペシャル SFアドベンチャー T・Pぼん（トト）
- 笑ゥせぇるすまん（坊田進一）

1994年
- 赤ずきんチャチャ（フランケンちゃん）

1996年
- 名探偵コナン（高杉俊彦）

1997年
- 白鯨伝説（ホー将軍）

1999年
- 金田一少年の事件簿（須藤亜我志）

2000年
- クレヨンしんちゃん（2000年 - 2025年、おとり捜査官B、甘栗屋さん）
- 週刊ストーリーランド「消えた勇者」（チャーリー）

2001年
- ビックリマン2000（グリニッジ神官）
- 遊☆戯☆王デュエルモンスターズ（2001年 - 2004年、光の仮面、ボバサ）

2002年
- 砂漠の海賊!キャプテンクッパ（クラム）
- 真・女神転生Dチルドレン ライト&ダーク（ランド）
- ふぉうちゅんドッグす（ドッチ）

2003年
- L/R -Licensed by Royal-（ロッキー）
- 京極夏彦 巷説百物語（軍八郎）
- SUBMARINE SUPER 99（沖五郎）

2004年
- かいけつゾロリ（コブル）
- Get Ride! アムドライバー（カペリ・ニルギース）
- 鋼の錬金術師（スカーの兄）
- ポケットモンスター アドバンスジェネレーション（モロボシ）

2005年
- ツバサ・クロニクル（2005年 - 2006年、サクラの父） - 2シリーズ
- NARUTO -ナルト-（モンダイ・ガイ）
- まじめにふまじめ かいけつゾロリ（2005年 - 2006年、コブル）

2006年
- capeta（安達隼人〈中学時代〉）
- BLACK CAT（ドクター）

2007年
- きらりん☆レボリューション（東プロデューサー）

2008年
- 銀魂（2008年 - 2016年、太権、火星仁） - 2シリーズ
- スケアクロウマン（マイケル）
- 全力ウサギ（アチョウさん）

2009年
- 源氏物語千年紀 Genji（朱雀帝）
- ねぎぼうずのあさたろう（風魔のとん吉）
- ポケットモンスター ダイヤモンド&パール（ゲン）

2012年
- キングダム（渉孟）
- ちはやふる（リレー実況）

2013年
- 聖闘士星矢Ω（2013年 - 2014年、昴、サターン）
- ドラえもん（テレビ朝日版第2期）（宮本武蔵）

2014年
- ウィザード・バリスターズ 弁魔士セシル（片瀬検事）
- 寄生獣 セイの格率（広川剛志）
- 名探偵コナン 江戸川コナン失踪事件 〜史上最悪の2日間〜（天才ハッカーのエム）

2015年
- 食戟のソーマ（2015年 - 2017年、ローラン・シャペル） - 3シリーズ

2016年
- エンドライド（パスカル）

2017年
- キラキラ☆プリキュアアラモード（2017年 - 2018年、長老）
- ONE PIECE（2017年 - 2024年、ナポレオン、ゼウス、プロメテウス、河松、ミザリー）

2018年
- HUGっと!プリキュア（長老）
- ゴールデンカムイ（2018年 - 2022年、都丹庵士） - 2シリーズ

2020年
- 織田シナモン信長（市子の父）
- BNA ビー・エヌ・エー（実況）
- トミカ絆合体 アースグランナー（2020年 - 2021年、白いライオン、キングオブビースト）

2021年
- 装甲娘戦機（ネイト）
- ドラゴンクエスト ダイの大冒険 (2020)（2021年 - 2022年、ブロキーナ）
- のりものまん モービルランドのカークン（2021年 - 2022年、フライ）

2022年
- ポプテピピック TVアニメーション作品第二シリーズ（ピピ美〈第4話Bパート〉）

2023年
- マイホームヒーロー（工場長）
- MIX MEISEI STORY 2ND SEASON 〜二度目の夏、空の向こうへ〜（千本木豊）

### Webアニメ
- トミカヒーローズ ジョブレイバー 特装合体ロボ（2023年、ロイ[89]）

### 劇場アニメ
1979年
- 宇宙戦艦ヤマト 新たなる旅立ち（島次郎）

1980年
- こんにちは桜の園 花の子ルンルン（セルジュ）

1981年
- グリックの冒険（グリック）
- タイムパトロール隊オタスケマン アターシャの結婚披露宴!?（ヒカル）
- 夏への扉（マリオン）

1982年
- 六神合体ゴッドマーズ（明神タケル / マーズ）

1984年
- 地球物語 テレパス2500（ウィル）

1985年
- きまぐれオレンジ☆ロード（春日恭介）
- Gu-Guガンモ（藤田カシオ）

1986年
- 強殖装甲ガイバー（深町晶）
- スーパーマリオブラザーズ ピーチ姫救出大作戦!（ルイージ）

1987年
- 聖闘士星矢（ジャガー）
- Bugってハニー メガロム少女舞4622（高橋原人）
- ベルサイユのばら（アンドレ・グランディエ）

1988年
- かばのポトマス（ポトマス）
- 聖闘士星矢 神々の熱き戦い（ロキ）

1989年
- 迷宮物語
- それいけ!アンパンマン キラキラ星の涙（マルデ・ヘンダー）

2003年
- 劇場版 とっとこハム太郎 ハムハムグランプリン オーロラ谷の奇跡 リボンちゃん危機一髪!（グランくん）

2012年
- アシュラ（初治）
- 映画かいけつゾロリ だ・だ・だいぼうけん!（コブル）

2015年
- サイボーグ009VSデビルマン（張々湖）

2017年
- 映画 キラキラ☆プリキュアアラモード パリッと!想い出のミルフィーユ!（長老）

2018年
- 映画 プリキュアスーパースターズ!（長老）
- クレヨンしんちゃん 爆盛!カンフーボーイズ〜拉麺大乱〜（ぷにぷにの精）

2019年
- 映画 プリキュアミラクルユニバース（長老）

2022年
- ONE PIECE FILM RED（ゼウス）

### OVA
1984年
- 魔法の天使クリィミーマミ 永遠のワンスモア（大伴俊夫）

1985年
- 魔法の天使クリィミーマミ ラブリーセレナーデ（大伴俊夫）
- 魔法の天使クリィミーマミ ロング・グッドバイ（大伴俊夫）

1986年
- 魔法のスターマジカルエミ 蝉時雨（結城将）
- クリィミーマミ ソングスペシャル2 カーテンコール（大伴俊夫）
- 艶姿 魔法の三人娘（結城将）
- るーみっくわーるど 炎トリッパー（宿丸）

1987年
- X電車でいこう（西原トオル）
- かってにシロクマ（大ちゃん）
- デジタル・デビル物語 女神転生（中島朱実）
- デビルマン 誕生編（飛鳥了）
- ブラックマジック M-66（リチャード・リーキー）
- 魔女っ子クラブ4人組 A空間からのエイリアンX（結城将）

1988年
- 孔雀王 鬼還祭（天鐘）
- 六神合体ゴッドマーズ 十七歳の伝説（明神タケル / マーズ）

1989年
- 銀河英雄伝説（ナイトハルト・ミュラー）
- 朱鷺色怪魔（月村蛍）

1990年
- CBキャラ 永井豪ワールド（1990年 - 1991年、飛鳥了）
- デビルマン 妖鳥死麗濡編（飛鳥了）
- 緑山高校 甲子園編（花岡祐平）

1991年
- スーパーマリオ マリオとヨッシーの冒険ランド（ルイージ）

1998年
- ブラック・ジャック（白拍子泰彦）

2002年
- .hack//SIGN（青年剣士）
- 魔法のスターマジカルエミ 雲光る（結城将）

2012年
- 華ヤカ哉、我ガ一族 キネトグラフ（2012年 - 2013年、樋口幸二郎、陸軍中佐）

### ゲーム
1990年
- コズミック・ファンタジー 冒険少年ユウ（シルフ、ルイード）

1993年
- コズミックファンタジービジュアル集

1995年
- セサミストリート・ナンバーズ（ビッグバード）

1998年
- ボカンですよ（オタスケマン1号）

2001年
- ボカンGoGoGo（オタスケマン1号）

2006年
- 燃えよ!功夫淑女（パンダ）

2011年
- 第2次スーパーロボット大戦Z 破界篇 再世篇（2011年 - 2012年、明神タケル / マーズ） - 2作品

2013年
- 獣電戦隊キョウリュウジャーゲームでガブリンチョ!!（哀しみの戦騎アイガロン）

2014年
- 第3次スーパーロボット大戦Z 時獄篇 天獄篇（2014年 - 2015年、明神タケル / マーズ） - 2作品

2015年
- 聖闘士星矢 ソルジャーズ・ソウル（シド、バド）

2016年
- ガールフレンド（仮）（悪プリンス男）

2019年
- ポプテピピック++ 〜ポプ子ピピ美の友情大作戦〜（ピピ美）
- ONE PIECE トレジャークルーズ（ゼウス、プロメテウス、ナポレオン）

2020年
- クイズRPG 魔法使いと黒猫のウィズ（子川分）
- ONE PIECE 海賊無双4（ゼウス、プロメテウス、ナポレオン）

2022年
- ライブアライブ（サモ・ハッカ）

2023年
- クッキーラン: キングダム（予言者味クッキー）
- インフィニティ ストラッシュ ドラゴンクエスト ダイの大冒険（ブロキーナ / ゴーストくん）

2024年
- 護縁（毒草博士）
- 箱庭開拓 ハムスターと太陽の里

### 吹き替え

#### 担当俳優
キー・ホイ・クァン
- エブリシング・エブリウェア・オール・アット・ワンス（ウェイモンド）
- エレクトリック・ステイト（アマースト博士 / P.C.）
- カンフー・パンダ 4 伝説のマスター降臨（ハン）
- ロキ シーズン2（O.B.）

サモ・ハン・キンポー（本人公認）
- イースタン・コンドル（ミング・サン・タング）
- イップ・マン 葉問（ホン）
- イップ・マン 誕生（チェン・ワースン）
- 80デイズ（ウォン・フェイフォン） ※テレビ東京版
- SPL/狼よ静かに死ね（ポー）
- L.A.大捜査線 マーシャル・ロー（サモ・ロー）
- サイクロンZ（ウォン）
- サモ&ケニー 人質に気をつけろ!（サモ）
- 三国志（羅平安）
- 新ポリス・ストーリー Pom Pom（カメオ出演）
- スカイホーク鷹拳（フェイフェイ）
- スパルタンX（モビー）
- 桃さんのしあわせ（本人役）
- チャイナ・フィナーレ/清朝最後の宦官
- デブゴンシリーズ（デブゴン）
  - 燃えよデブゴン
  - 燃えよデブゴン2 正義への招待拳
  - 燃えよデブゴン3 カエル拳対カニ拳
  - 燃えよデブゴン4 ピックポケット!
  - 燃えよデブゴン5 モンキー・フィスト 猿拳
  - 燃えよデブゴン6 豚だカップル拳 ※フジテレビ版
  - 燃えよデブゴン7 鉄の復讐拳
  - 燃えよデブゴン8 鬼打鬼
  - 燃えよデブゴン9 プロジェクトD
  - 燃えよデブゴン10 友情拳
  - 燃えよデブゴン お助け拳
  - 燃えよデブゴン 出世拳
  - 燃えよデブゴン 地獄の危機一髪
  - おじいちゃんはデブゴン

- 天上の剣
- ドラゴン・スクワッド（ゴン・ロン）
- トワイライト・ウォリアーズ 決戦! 九龍城砦（大ボス）
- ネイキッド・ソルジャー 亜州大捜査線
- ファースト・ミッション（フォン・シャンタク）
- 福星シリーズ（デブゴン）
  - 五福星
  - 香港発活劇エクスプレス 大福星
  - 七福星
  - 十福星

- プロジェクトA（フェイ）
- 冒険活劇 上海エクスプレス（チェン）
- 炎の大捜査線（キア）
- ユン・ピョウinドラ息子カンフー（テレビ題：師弟カンフー熱血拳）
- ライズ・オブ・ザ・レジェンド 〜炎虎乱舞〜
- ラスト・シャンハイ（ホン・ショウティン）
- 霊幻道士3 キョンシーの七不思議（カメオ出演）

ジェット・リー（リー・リンチェイ）
- 阿羅漢（智明）※日本テレビ版
- 少林寺（小虎）※日本テレビ版
- 少林寺2（小虎）※日本テレビ版

マーク・ハミル
- ジェイ&サイレント・ボブ 帝国への逆襲（コックノッカー）※ソフト版
- スター・ウォーズシリーズ（ルーク・スカイウォーカー）※日本テレビ版
  - スター・ウォーズ エピソード4/新たなる希望
  - スター・ウォーズ エピソード5/帝国の逆襲
  - スター・ウォーズ エピソード6/ジェダイの帰還

マイケル・J・フォックス
- 遺産相続は命がけ!?（ダニー）
- カジュアリティーズ（マックス・エリクソン上等兵）※ソフト版
- 摩天楼はバラ色に（ブラントリー・フォスター）※機内版
- マーズ・アタック!（ジェーソン・ストーン）※ソフト版

マシュー・ペリー
- スリー・トゥ・タンゴ（オスカー）
- 隣のヒットマン（ニコラス・“オズ”・オゼランスキー）
- 隣のヒットマンズ 全弾発射（ニコラス・“オズ”・オゼランスキー）
- フレンズ（チャンドラー・ビング）

#### 映画（吹き替え）
- アーリャマーン EPISODE 1 帝国の勇者（アーリャマーン〈ムケーシュ・カンナ〉）
- 赤ちゃんに乾杯!（ミッシェル〈ミシェル・ブジュナー〉）※フジテレビ版
- 1941（ウォーリー・スティーヴンス〈ボビー・ディ・シッコ〉）※TBS版
- ヴァレリアン 千の惑星の救世主（タジート[111]）
- ウォール街（バド・フォックス〈チャーリー・シーン〉）※機内上映版[112]
- 王子と踊子（ニコラス8世〈ジェレミー・スペンサー〉）
- 奥さまは魔女（リッチー〈ジェイソン・シュワルツマン〉）
- がんばれ!ベアーズ（ケリー・リーク〈ジャッキー・アール・ヘイリー〉）※テレビ朝日版
- きっと、うまくいく（チャトル〈オーミ・ヴァイディヤ〉）※BSジャパン版
- グッドモーニング, ベトナム（エドワード・ガーリック上等兵〈フォレスト・ウィテカー〉）※ビデオ版
- グリース2（ジョニー・ノゲレリ〈エイドリアン・ズメッド〉）
- ゲート2/デモンボーイズ（テリー）
- ゴーストハンターズ（ワン・チー〈デニス・ダン〉）
- サウンド・オブ・ミュージック（ロルフ〈ダニエル・トゥルーヒット〉）※フジテレビ版
- ザ・エージェント（ボブ・シュガー〈ジェイ・モーア〉）※日本テレビ版
- さすらいの旅路（少年時代のステアフォース）
- サムソンとデリラ（ソウル〈ラッセル・タンブリン〉）※フジテレビ版
- 白い家の少女（マリオ・ポデスタ〈スコット・ジャコビー〉）※テレビ朝日版（ソフト収録）
- スーパーガール（イーサン〈ハート・ボックナー〉）
- ストローカーエース（オーブリー・ジェームス〈パーカー・スティーブンソン〉）※フジテレビ版
- スパイダーマン2（アジズ氏〈アーシフ・マンドヴィ〉）
- 世界が燃えつきる日（ビリー〈ジャッキー・アール・ヘイリー〉）
- 大都会の青春（アレキサンダー・ダンカン）
  - 続・大都会の青春（アレキサンダー・ダンカン）
- チャイニーズ・ゴースト・ストーリー（ツァイサン〈レスリー・チャン〉）
- 独身SaYoNaRa! バチェラー・パーティ（ジェイ・オニール〈エイドリアン・ズメッド〉）※テレビ版
- ドクター・ドリトル2（犬のラッキー〈ノーム・マクドナルド〉）※テレビ東京版
- ドラゴンカンフー水晶拳（デブ）
- ドラゴン少林拳（ファン・スーイー）
- ドラゴン太極拳（李少君）
- ドランクモンキー 酔拳（コイシン〈ディーン・セキ〉）※テレビ東京版
- ハムナプトラ2/黄金のピラミッド（ジョナサン・カナハン〈ジョン・ハナー〉）※テレビ朝日版
- ハロー・ドーリー!（バーナビー・タッカー）※TBS版
- ベスト・キッド（ダニエル・ラルーソー〈ラルフ・マッチオ〉）※テレビ朝日版
- ベニスに死す（タジオ〈ビョルン・アンドレセン〉）
- 炎の大捜査線2（リャン）
- マイ・ボディガード（クリフォード・ピーチ）
- マジック・ボーイ（ダニー・マスターズ）
- メンフィス・ベル（バージ〈リード・ダイアモンド〉）※ビデオ版
- 燃えよデブゴン TOKYO MISSION（シウサー〈ウォン・ジン〉[113]）
- 夜の訪問者 ※日本テレビ版
- ラスト・シューティスト（ギロム〈ロン・ハワード〉）※フジテレビ版
- リプリー（トム・リプリー〈マット・デイモン〉）※テレビ朝日版
- レーサー（チャーリー・キャプア〈リチャード・トーマス〉）
- 霊幻道士完結篇 最後の霊戦（ポテト〈チン・カーロウ〉）
- ロミオとジュリエット（ロミオ〈レナード・ホワイティング〉）※テレビ朝日版

#### ドラマ
- アメリカン・ヒーロー #42（ロベルト・デルヴェラ）
- オペラ座の怪人（シャニー伯爵〈アダム・ストーク〉）
- がんばれ!ベアーズ シーズン1 #11（デレク）
- 黒馬物語・新黒馬物語
- こちらブルームーン探偵社 シーズン2 #18（刑事〈ジャド・ネルソン〉）
- セサミストリート（ビッグバード）※スペシャル版、VHS版
  - ビッグバード 中国への旅
  - 美術館へ行こう〜メトロポリタン美術館のセサミストリート〜
  - セサミストリート: 世界の国からハッピーニューイヤー
  - セントラルパークでシング・シング・シング
  - セサミストリート危機一髪
  - エルモのクリスマス
- 大草原の小さな家 シーズン1 #5・23（ジョニー・ジョンソン）
- 地上最強の美女たち!チャーリーズ・エンジェル シーズン2 #12（ラリー・ジェイソン）
- 地上最強の美女バイオニック・ジェミー3 #10 「マックス誘拐計画」（ボビー〈クリストファー・ナイト〉）
- ツイン・ピークス The Return（ジェームズ・ハーリー〈ジェームズ・マーシャル〉）
- 特捜刑事マイアミ・バイス
  - シーズン2 #21（スキップ・ミューラー）
  - シーズン4 #6（フィリペ・クルーズ〈イーサイ・モラレス〉）
- ナイトライダー シーズン4（レジナルド・コルネリウス・3世〈通称：RC3〉〈ピーター・パロス〉）
- ネバーエンディング・ストーリー 遥かなる冒険（イタチ）
- パトカーアダム30（ビンス・ロマノ巡査〈エイドリアン・ズメット〉）
- パパにはヒ・ミ・ツ（ポール・ヘネシー〈ジョン・リッター〉）
- ファンタスティック5 情熱のパラアスリート（フレディ〈ジャンルカ・ゴビ〉）
- ブルーサンダー（クリントン・ワンダーラブ〈ダナ・カーヴィ〉）
- モンスターズ シーズン1 #18（マシュー）

#### アニメ
- アニマニアックス（ワッコ・ワーナー）
- アラビアンナイト（タック）
- ジョニーテスト（ジョニーテスト）
- 楽しいダックタウン（ビル）
- 新弱虫クルッパー（ハンサム）
- プーさんとはちみつ（クリストファー・ロビン）
- へっぽこヒーロー大冒険!! 〜ジョナくじらに飲まれる〜（ヨナ）

### CM
- 酒田米菓「オランダせんべい」「鏡せんべい」
- 黒龍堂化粧品「アクネトリオ」
- 東鳩（現・東ハト）「 超獣戦隊ライブマン」 - コーンスナックナレーション
- バンプレスト「スーパーロボット大戦64」 - ナレーション
- 吉野石膏「タイガーボード」 - 虎のキャラクターの声、歌も有り
- 日本直販テレビショッピング - 癖のある「1万円、1万円でのご奉仕」のフレーズの人として1990年前後に話題となり、「笑っていいとも！」にも出演
- ACジャパン「迷惑の輪」（1984年） - ナレーション、出演・劇団櫂（松田重治、兼本新吾、名和慶子、大谷秀芳、松尾銀三、西村知道、小粥よう子 ほか）
- 講談社「ディズニーランド」 - ナレーション

### 特撮
2007年
- 獣拳戦隊ゲキレンジャー（エレハン・キンポーの声）
- 獣拳戦隊ゲキレンジャースペシャルDVD ギュンギュン!拳聖大運動会（エレハン・キンポーの声）

2013年
- 獣電戦隊キョウリュウジャー（哀しみの戦騎アイガロンの声、社長）
- 劇場版 獣電戦隊キョウリュウジャー ガブリンチョ・オブ・ミュージック（アイガロンの声）
- 横浜見聞伝スター☆ジャン（ムッシュ〈特別出演〉）

2014年
- 獣電戦隊キョウリュウジャーVSゴーバスターズ 恐竜大決戦! さらば永遠の友よ（アイガロンの声）
- 帰ってきた獣電戦隊キョウリュウジャー 100 YEARS AFTER（嫉妬の戦騎ホシイガロンの声）

2021年
- 魔進戦隊キラメイジャーVSリュウソウジャー（カントクマイナソーの声）

### 人形劇
- こどもにんぎょう劇場（NHK教育）
  - 「幸福な王子」
  - 「てぶくろをかいに」 - ナレーション
- プリンプリン物語（NHK総合） - ミイ王子、ネチアンの声
- ひげよさらば（NHK） - 一文字の声

### 司会
- おはよう!元気ショー（1984年7月 - 終了日不詳、テレビ静岡）
- どきどきどうしようび（1986年10月4日 - 1993年3月27日、長野放送）
- 特番・メーキング オブ サイバーコップ（1988年9月18日、日本テレビ） - 佐久間レイと共同での司会
- 演芸ひろば（1991年4月7日 - 1992年3月29日、NHK総合）
- 愛ラブSMAP!（テレビ東京）
- ドリーム競馬（東海テレビ）

### ナレーション
情報番組
| 期間       | 期間      | 番組名                              |
| ---------- | --------- | ----------------------------------- |
| 2004年10月 | 2005年3月 | （特）情報とってもインサイト（TBS） |
| 2005年4月  | 2006年9月 | きょう発プラス!（TBS）              |
| 2006年10月 | 2009年3月 | ピンポン!（TBS）                    |
| 2009年4月  | 2021年3月 | ひるおび!（TBS→TBSテレビ）          |

バラエティ番組・その他
- 笑ってる場合ですよ!（フジテレビ）
- スーパーゲームクイズ覇王（テレビ東京）
- 鉄道百景 日本鉄道こころの旅（BS-TBS）

### テレビ番組
報道・情報ワイドショー番組
| 期間       | 期間      | 番組名                     | 役職                             |
| ---------- | --------- | -------------------------- | -------------------------------- |
| 1993年10月 | 1995年3月 | ウォッチャー（TBS）        | 『知ってたつもり?!』コーナー担当 |
| 1994年4月  | 1995年9月 | フロンティア（テレビ朝日） | Jリーグコーナー担当              |

バラエティ・クイズ関連・演芸・教育番組
- 連想ゲーム（1981年4月 - 1988年3月、NHK総合） - 白組（男性陣）レギュラー解答者[注 4]
- クイズ!!ひらめきパスワード（毎日放送制作・TBS系列） - ゲスト解答者
- やっぱりヤンチャー（1989年4月3日 - 1990年3月15日、NHK教育） - ゆう兄ちゃん
- ともだちいっぱい（1990年4月 - 1994年3月、NHK教育） - 主に「なかよくあそぼ」に登場、ゆう兄ちゃん
- TVおじゃマンモス（日本テレビ）
- しょこ♥リータ（2008年11月26日 - 12月24日、テレビ東京） - 「キャラクターボイスドラマ」
- お願い!ランキングGOLD アニメの裏側ぶっちゃけSP（2012年1月21日、テレビ朝日）
- 笑点（日本テレビ） - 「ちびっ子大喜利」
- クイズ!脳ベルSHOW（2018年5月16日 - 18日、BSフジ）

### ラジオ
- ヤロメロジュニア出発進行!（1980年4月 - 1983年3月、ラジオたんぱ）[18] - 水曜 → 火曜・金曜パーソナリティ
- オジンはバッテン!まるごとヤングミュージック 武田久美子・水島裕の愛して!ウィウィ（1982年10月 - 1983年3月、ニッポン放送）
- 日本全国ヤロメロどん!（1983年4月 - 1985年3月、ラジオたんぱ） - 火曜パーソナリティ
- はしゃいで○○大放送（1985年4月 - 1987年3月、ラジオたんぱ）[18] - 火曜2部 → 火曜パーソナリティ
- どんなもんだハウス!（1987年4月 - 1988年3月、ラジオたんぱ） - 火曜パーソナリティ
- 満載ラジオ⑤⑤5!（1988年4月 - 1990年3月、ラジオたんぱ） - 火曜 → 水曜パーソナリティ
- 決定!全日本歌謡選抜（1988年4月 - 1990年10月7日、文化放送） - パーソナリティ
- TOKYO・すてき・CRUISE（1991年 - 、文化放送）
- ペアペアアニメージュ（ラジオ日本）[18]
- 謙ちゃん裕ちゃんのあの日にタイムスリップ!!（2018年1月6日 - 3月31日、IBC岩手放送） - 新沼謙治と共演
- 水島裕のせたがやFun Time（2024年6月 - 、エフエム世田谷）

### パチンコ
- 山佐 燃えよ!功夫淑女 - パンダ師匠、スロット機の液晶キャラ

### 映画
- 月の夜 星の朝（大映）

### テレビドラマ
- ありがとう 第1シリーズ 第6話・第2シリーズ（1970年・1972年、TBS） - 島健一 役 ※安永憲自名義

### 舞台
- 飛べ!京浜ドラキュラ（1982年、シアターアプル / 81プロデュース） - ハーバー 役
- バッカーズ・オーディション（1986年、博品館劇場 / 81プロデュース） - 原田 役
- パパ・アイ・ラブユー!（2015年、ラフィングライブ）[119]
- Run for Your Wife（2016年、Zeppブルーシアター六本木 / ラフィングライブ）[119] - スタンリー・ガードナー 役
- 朗読劇『モレンジャーV』（2016年、光が丘IMAホール） - 島村淳 役
- READPIA朗読劇『風の聲 〜妖怪大戦争 外伝〜』（2021年、ところざわサクラタウンジャパンパビリオン ホールA）[120] - 朗読劇プロデュース / 河童 役
- TASTE OF SOUND WAVE Reading with Live music Sherlock Holmes 4（2024年、大手町三井ホール） - シャーロック・ホームズ 役[121]
- TASTE OF SOUND WAVE Readings with Live music Sherlock Holmes 5（2025年公演予定、大手町三井ホール） - ジョン・H・ワトスン 役[122]

## 音楽

### シングル
- 行けレインボーマン / ヤマトタケシの歌（1972年、ワーナー・パイオニア） - 安永憲自名義
- 磯釣り音頭（1976年、コロムビアレコード） - 野田憲司とギャランティ名義、メインボーカル
- 星空の抱擁 / マルガリータ（1979年、キングレコード、GK-333）
- ラブ・コレクション / 君を掠奪（1979年、キングレコード、GK-354）
- 沙羅葉　さ・ら・ば / 夕陽になったサッカーボール（キングレコード、GK-391）
- GOOD LUCK MY LOVE / ライラライ（キングレコード、K06S-2）
- ロスト・ラブ / 浮気なハネムーン（1981年、キングレコード、K07S-180）
- 星々に抱かれて / カーテンコール（2024年、T-Town RECORD）

### アルバム
- ファーストアルバム（1979年、キングレコード、SKS-89）
- 風をみちづれに（1981年、キングレコード、SKS-113）
- you3（1980年、キングレコード、K25A-43）
- ハロー・グッドバイ（1981年7月21日、キングレコード、K25A-176/K25H-139）
- love the people（1982年、キングレコード、K25A-229）
- you collection 2（1983年、キングレコード、K25A-365）
- YOU COLLECTION 3（キングレコード、K25A-457）
- ボビーに首ったけ（1982年、ビクターレコード・Invitation、VIH-28103）
- photograph（ビクターレコード・Invitation、VIH-28123）
- 遅すぎたラブソング（ビクターレコード・Invitation、VIH-28160）
- 無邪気な関係（ビクターレコード・Invitation、VIH-28212）

### オムニバス
- 日劇声優フェスティバル・voice voice voice〜ライヴ盤（1979年、日本コロムビア、CS-7112-3）

### 未発売曲
- 思いっきり夢（1990年、NHK『みんなのうた』放送楽曲[123]、「かつしかAKキンダーコール」とデュエット）

## 著作
- 『面体考』 徳間書店、1986年、ISBN 978-4-19-553233-1
  - 郷田ほづみとの共著。ただし、ゴーストライターとして永田悦雄の名も明記してある。
- 『質問会話術 - 口べたでも大丈夫! 困ったときの水島裕』 亜紀書房、2010年 ISBN 978-4-7505-1008-8

### シリーズ一覧
1. ↑  第二期（2018年）、第四期（2022年）